# Sebastiano Ledda
Sebastiano Ledda (Monti, 1º agosto 1925) è un militare italiano, Appuntato dell'Arma dei Carabinieri, decorato con Medaglia d'Oro al Valor Civile.

## Biografia
Il 30 marzo 1978,  a Verona, l'Appuntato dei Carabinieri Sebastiano Ledda, si distinse per il coraggio e l'assoluta concretezza in un intervento durante una rapina, mentre era libero dal servizio. Non esitò ad intervenire, mettendo in fuga i rapinatori, benché ferito. Evitò poi di sparare, per non colpire civili innocenti.